# Tragocerus cylindricus
Tragocerus cylindricus är en skalbaggsart som beskrevs av Carter 1934. Tragocerus cylindricus ingår i släktet Tragocerus och familjen långhorningar. Inga underarter finns listade i Catalogue of Life.